# Egeralja
Egeralja är en ort (by) i provinsen Veszprém i västra Ungern. Orten har 211 invånare (2024), på en yta av 8,93 km². Den ligger cirka 28 kilometer nordväst om Ajka.